# لوباتس، بوتسوانا
لوباتس (به انگلیسی: Lobatse) شهری در ناحیهٔ جنوب شرقی کشور بوتسوانا است که در سال ۲۰۰۰ میلادی ۲۹٬۶۸۹ نفر جمعیت داشته که از این تعداد، ۱۴٬۲۰۲ نفر مرد و ۱۵٬۴۸۷ نفر زن بوده‌اند.

## نگارخانه

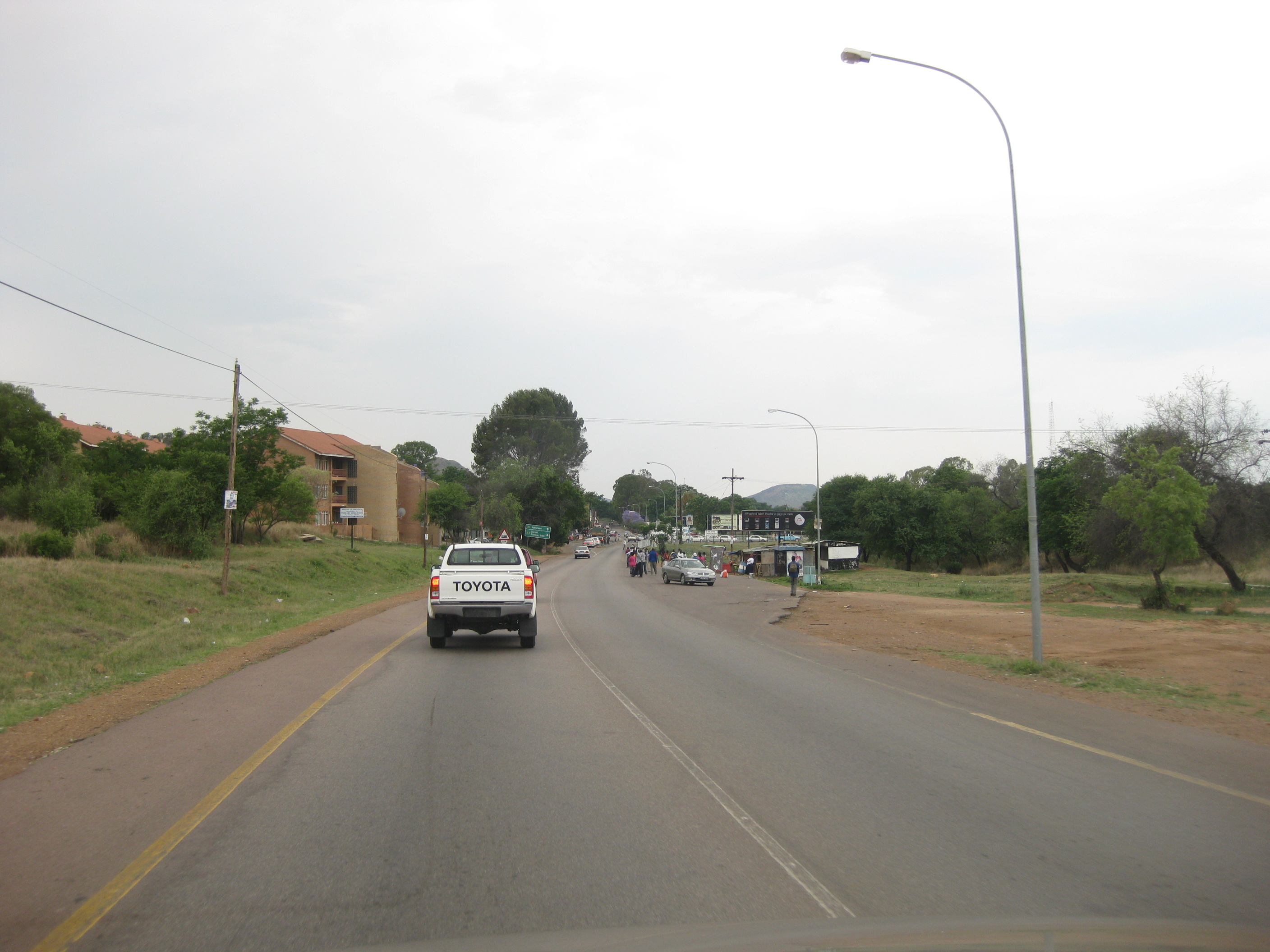